# Anítxkino
Anítxkino - Аничкино (rus) és un poble de l'óblast de Penza. Rússia. El 2011 tenia 63 habitants.